# Публий Меммий Регул
Публий Меммий Регул — римский сенатор. Был консулом-суффектом несколько месяцев в 31 году, легатом Ахеи в 35—44 годах, губернатором Азии предположительно с 48 по 49 годы. 

## Происхождение и семья
Регул был родом из города Розелион Нарбонской Галлии. Регул получил высокую должность консула впервые в своём роде. Что указывает на малоизвестность рода. Рональд Сайм называет его первым нарбонским консулом раньше Валерия Азиаттика и Домиция Афера. В 34 году до н.э. консулом-суффектом был Гай Меммий, но скорее всего они не были родственниками.
Женой Регула была Лоллия Паулина, богатая и красивая женщина. Калигула вскоре после провозглашения его императором, в 38 году заставил Регула развестись с Лоллией, и сам женился на ней, но через полгода он развёлся с ней и сослал её. Регул был отцом консула Гая Меммия Регула консула 63 года.

## Политическая карьера
Вместе с коллегой Луцием Фульцинием Трио в дни октябрьских календ 31 года, они вступили в должность консула-суффекта.Будучи консулом Регул сопровождал в тюрьму, известного временщика Сеяна. Он был легатом Ахеи. Во время своего пребывания в Ахеи ему и его сыну были установлены различные статуи в Эпидавре и других местах. Он дал нескольким греческим аристократом гражданство, и соответственно имя Меммий. Например Публий Меммий Пратол из Спарты. После прихода Калигулы, он приказал Регулу перевести из Олимпии в Рим статую Юпитера работы Фидия. После стал легатом Азии возможно в 48—49 годах.
Регул был члено арвальских братьев и эпулонов. Тацит описывает его как «достойного человека, влиятельного и пользующегося хорошей репутацией». Нерон в 61 году незадолго до смерти Регула назвал его одним из величайших ресурсов своей страны.